# 赫林鎮區 (阿肯色州耶爾縣)
赫林鎮區（英語：Herring Township）是位於美國阿肯色州耶爾縣的一個行政鎮區。

## 地方資料
赫林鎮區的面積為69.64平方千米，當中陸地面積為69.61平方千米，而水域面積為0.03平方千米。根據2010年美國人口普查的數據，當地共有人口188人，而人口密度為每平方千米2.7人。